# 4502 Elizabethann
4502 Elizabethann este un asteroid din centura principală, descoperit pe 29 mai 1989 de Henry Holt.